# Krippenreiter
Krippenreiter ist ein frühneuhochdeutscher Spottname für Angehörige des Adels, die aufgrund persönlicher Verarmung oder aus Vorteilssucht ein Dasein als umherziehende, „von Krippe zu Krippe reitende“ Gäste bei Nachbarn, Verwandten oder Fremden führen und sich auf Kosten ihrer Gastgeber die Annehmlichkeiten eines standesgemäßen Lebens zu verschaffen suchen.

## Geschichte
Der Ausdruck ist zuerst im 17. Jahrhundert in Schlesien belegt und stand dort im Zusammenhang mit gesellschaftlichen Spannungen zwischen dem alteingesessenen, vorrangig auf den agrarischen Ertrag seiner Landgüter angewiesenen Geburtsadel und dem durch Dienstleistungen und städtische Handels- und Geldgeschäfte aufgestiegenen Briefadel, dessen Angehörige ihrerseits als „Pfeffersäcke“ verspottet wurden. Jakob Schickfuß (1625) bezeichnet als „Krippenreuter / Stäncker / vnd Knoblochsgäste“ (1625) Schmarotzer, die die traditionell großzügige Gastfreundschaft beider Adelsgruppen ausnutzen, während Paul Winckler (um 1680) als „Krippen-Reuter“ in erster Linie heruntergekommene Angehörige des alten Landadels schildert, die nicht nur als genuss- und händelsüchtige Dauergäste mit unverschämter Anspruchshaltung ihre neureichen Gastgeber plagen, sondern sie auch betrügen und bestehlen und Widerständigkeit mit Gewalttätigkeit und Brandstiftung vergelten. Ahasverus Fritsch, der statt ‚Krippenreiter‘ die Bezeichnung ‚Wurstreiter‘ anführt („Appellantur tales alicubi Wurstreutter / weil sie auf der Wurst von einem Ort zum andern reuten und zehren“), berichtet über Thüringen und Sachsen, dass die Belästigung und wirtschaftliche Belastung des Adels durch nachbarschaftliche Besuche ein solches Ausmaß erreichte, dass ihr durch landesherrliche Verordnungen Grenzen gesetzt werden mussten: nach einer von ihm zitierten Gothaer Polizeiordnung waren Freundschaftsbesuche „mit guter Ordnung und Bescheidenheit“ zulässig, während es unter Strafe stand, den Gastgeber „mit übermässigen Gesinde / oder Anhang“ zu beschweren, sich „über Tag und Nacht“ bei ihm aufzuhalten „mit hönischen Worten / schnarchen [d. h. Drohen] / pochen oder auf einigerley andere Weise“ mehr als das gut- und freiwillig Gewährte zu fordern.

## Krippenreiter als literarisches Motiv
Eine erbauliche Deutung erfuhren die Krippenreiter durch das Sinngedicht Krippen-Reuter von Friedrich von Logau (1654), demzufolge solches „Volck“ mit seinen ‚Wercken‘ den Menschen darauf verweist, dass er sich im irdischen Diesseits nicht „daheim“, sondern nur auf der Durchreise zu einer besseren Welt im Jenseits befindet:

„ES ist ein Volck das seine Pferd an fremde Krippe bindet /
Daß sich bey fremdem Feuer wärmt / zu fremdem Teller findet:
Verhön sie nicht! es ist das Volck / das vns im Wercke weiset /
Wie daß der Mensch hier nicht daheim / vnd wie durch hin nur reiset“

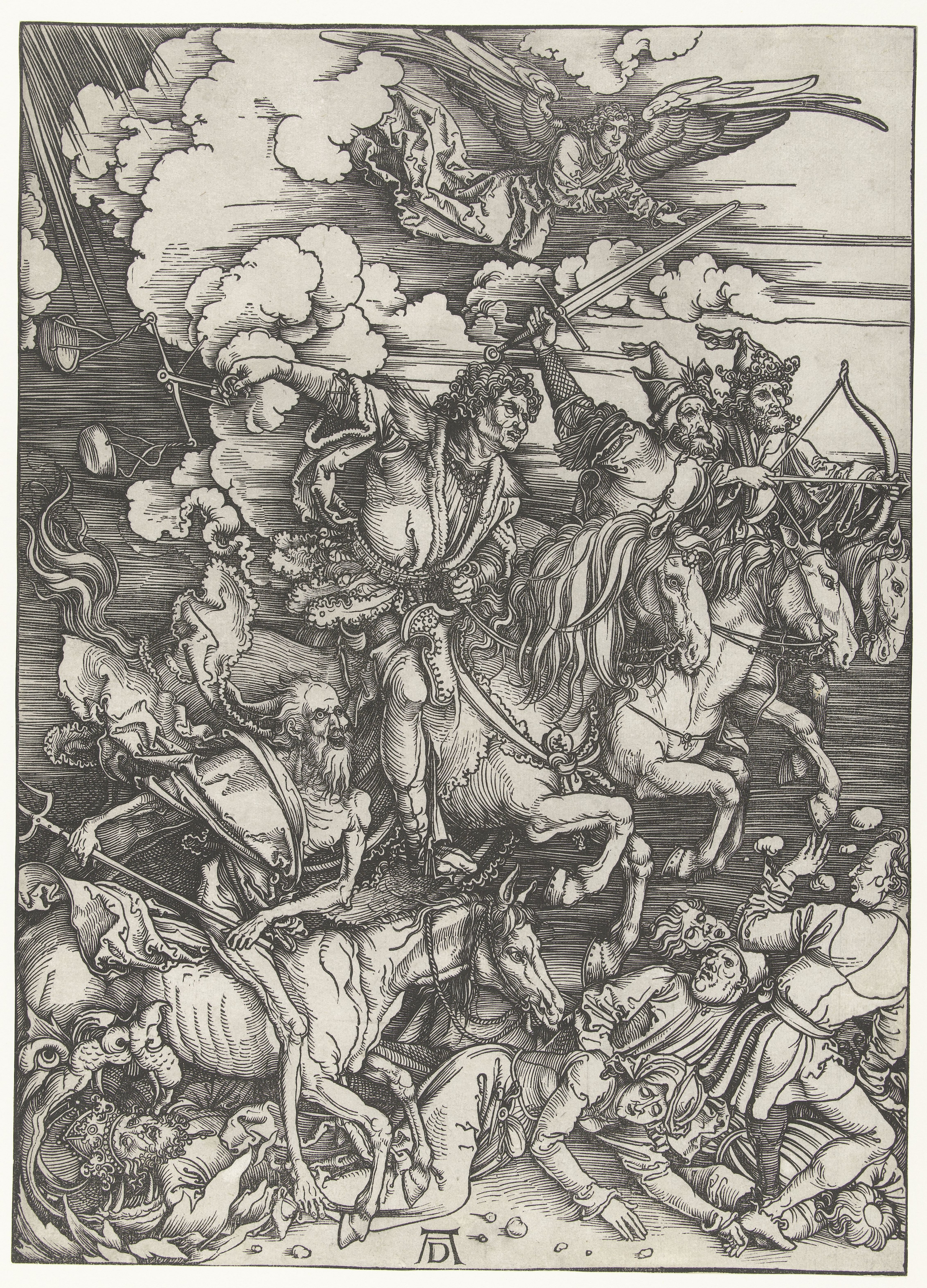
Die vier Apokalyptischen Reiter (Albrecht Dürer)

In ebenfalls religiös grundierter, aber concetto-haft kapriziöser Metaphorik erscheint der Krippenreiter bei Matthias Abele von und zu Lilienberg (1675), wenn dieser mit Bezug auf den Tod von „so einem ausgemergleten Krippen-Reuter“, „diesem Schind- oder Krippen-Reuter“, spricht: als Tertium Comparationis ist hierbei die beim eigentlichen ‚Krippenreiter‘ gegebenenfalls durch Armut bedingte ausgemergelte Erscheinung auf die Personifikation des Todes übertragen, wie sie in der Tradition der Johannesapokalypse in Anknüpfung an deren Aussagen über den vierten apokalyptischen Reiter (Offb 6,8 ) als ausgemergelter Greis oder Sensenmann auf einem „fahlen“ Pferd vorgestellt wurde.
In jüngerer Zeit hat die deutsch-baltische Schriftstellerin Eva von Radecki in melancholisch-humoristischen Novelle Der Krippenreiter (1907, Erstausgabe 1916) das Porträt eines gealterten kurländischen Adligen (Gert von Haldring) im ausgehenden 17. Jahrhundert gezeichnet, der nach dem Verlust seiner Güter schon seit zwei Jahrzehnten begleitet von seinem einzigen Diener (Krams) als vagabundierender Gast an den Höfen seiner begüterten Verwandten und Standesgenossen sein Dasein fristet und, in entfernter Anlehnung an Don Quijote, unter den eingebildeten und tatsächlichen Demütigungen und Kränkungen, die ihm von seiner Umgebung widerfahren, seine Ideale von Ehre und Ritterlichkeit aufrechtzuerhalten versucht.